# Columna Casas Sala
El 25 de juliol de 1936, pocs dies després del Cop d'Estat del 18 de juliol contra el Govern de la Segona República Espanyola, una columna formada per milicians i guàrdies civils, es dirigeix des de Castelló a terres de Terol amb l'objectiu d'intentar controlar la capital i sufocar la rebel·lió militar en esta ciutat. A Sagunt s'unix una altra columna procedent de València al comandament del coronel Hilario Fernández Bujanda i milicians de la població. En el seu trajecte s'incorporen a la columna, coneguda històricament com la columna Casas Sala, una companyia de la Guàrdia Civil de Conca i milicians d'altres poblacions. El 29 de juliol la columna es divideix en dos destacaments, un d'ells baix el comandament del coronel Fernández Bujanda entra en La Pobla de Valverde on a la vesprada el contingent de la Guàrdia Civil es rebel·la contra els milicians –menys nombrosos-, disparen per sorpresa contra ells i en el xoc moren desenes de membres de la columna, fent presoners a un nombrós grup pròxim als 50. Els seus dirigents són afusellats a Terol i la resta de milicians l'endemà en Pobla de Valverde. Milicians de Sagunt i de les comarques de Castelló, que com altres del País Valencià van ser exponents de l'oposició popular a la revolta militar, van trobar la mort en les terres de Terol, els seus cossos sense identificar encara descansen en Pobla de Valverde o en el cementeri de Terol. Després de la guerra el silenci i l'oblit es van apoderar de la memòria de les víctimes i de les seues famílies, i encara hui és un fet pràcticament desconegut i absent en la memòria col·lectiva.